# 杜姓
杜姓是漢姓，在《百家姓》中排名第129位，2006年中国人口中杜姓人口排名第47位。

## 姓氏起源
- 出自祁姓，以邑為氏。周成王將唐杜氏移於杜城（在今陝西省西安市東南），居者以地名「杜」為氏，據《通志．氏族略》云：杜氏亦曰唐杜氏，祁姓。帝堯之後。 建國於劉，為陶唐氏，裔孫劉累能擾龍，事孔甲。故在夏為御龍氏。在周為唐杜氏，成王滅唐。而封虞，乃遷唐氏於杜，是為杜伯。居杜城者為杜氏。

- 為南北朝時鮮卑族姓氏所改。據《魏書．官氏志》所載，北魏有代北三字姓獨孤渾氏，隨孝文帝遷都洛陽， 改為漢字單姓杜氏。

- 出自姜姓，神農氏的後代。相傳在商朝時已經有杜國，是神農氏的後裔后土的子孫，以杜樹為神樹，故稱杜，杜古國在今陝西長安東北。商末周國興起，杜人歸順于周。史書上沒有留下姜姓杜氏後裔的消息，可能完全融入進祁姓杜氏之中。

- 杜康後人。在《世本》中 有“杜康作酒”的記載，並注為“黃帝時人”。《酒誥》也記載到：“酒之所興，肇自上皇。”這說明黃帝時期已有杜姓。傳說杜康是黃帝的宰人（掌管膳食的官），而黃帝所居之地“軒轅丘”，在今河南新鄭。許慎在《說文解字》中說：“古者少康初作箕帚、秫酒。少康，杜康也。”少康是夏朝第6代國王，居住在今河南西部。所以，如果說杜康是杜姓始祖，那麼，這個姓至少也有四五千年了。但因年代久遠，杜康以後的世系缺乏文字記載。[原創研究？]

## 延伸阅读
[在维基数据编辑]
 《百家姓》
 《欽定古今圖書集成·明倫彙編·氏族典·杜姓部》，出自陈梦雷《古今圖書集成》